# Emirat de Màlaqa
L'emirat de Màlaga o Màlaqa (àrab: إمارة مالقة, imārat Mālaqa o طائفة مالقة, ṭāʾifat Mālaqa) fou un estat independent que es va formar a l'Àndalus arran del procés de desintegració del califat de Còrdova. En 1023 el califa de Còrdova, Alí ibn Hammud an-Nàssir va ser expulsat de la capital del califat i fixà la seva seu a Màlaga. En altres moments, altres famílies musulmanes, també van exercir poder independent o gairebé independent des d'aquesta ciutat.

## Antecedents
Tradicionalment s'atribueix la seva conquesta el 711 a un exèrcit enviat des d'Écija per Tàriq. No obstant la ciutat (que era seu d'un bisbe) segons diu Ibn Askar hauria estat conquerida per Abd al-Ala, fill de Musa ibn Nusayr, potser amb ajut d'un cos militar enviat per Tàriq. Sota el vali Abu l-Khattar (742) s'hi va establir el jund sirià d'al-Urdunn (Jordània). Aviat fou teatre d'enfrontaments entre qaysites i kalbites i sirians i un dels caps, Yahya ibn Hurayth va governar la kura de Rayya per poc temps (747) però fou destituït per Yússuf ibn Abd-ar-Rahman al-Fihrí quan va ser nomenat com a valí (governador) d'al-Àndalus.
Quan l'omeia Abd-ar-Rahman va desembarcar li va donar bona acollida i va estar sota domini omeia sense cap incidència. Se sap que en una expedició a Galícia (Djillikiyya) la kura de Rayya (de la que Màlaga formava part) va aportar 2600 cavallers. A la segona meitat del segle ix i fins al segle x fou teatre de diverses revoltes i lluites, destacant les accions del muladí Úmar ibn Hafsun que va tenir el centre de la revolta a Bobastro, precisament a la kura de Rayya. El 904 el govern de Còrdova va enviar una expedició dirigida per Aban, germà de l'emir que va derrotar a Ibn Hafsun prop d'Antequera. Uns anys després Aban va avançar cap a Màlaga i la va assetjar incendiant els barris propers, i va seguir per una part del litoral. El 910 es va fer una nova expedició en general favorable a les forces del govern. Sota Abd-ar-Rahman III es van fer noves campanyes contra ibn Hafsun entre les quals la de Belda que va dirigir Abd al-Rahman en persona (919) i que va tenir èxit. Sotmesa Màlaga i els castells de la kura mercès a aquestes expedicions el territori va quedar pacificat i la prosperitat va retornar en els següents anys.
La kura de Rayya o Rayyu tenia com a capital a Arxidhuna (Archidona). Els límits es coneixen per al-Nubahi que era originari de la zona i incloïa Al-Hamma (Alhama de Granada); tenia a l'oest Munt Mayur (Montemayor o Hisn al-Wad) prop de la moderna Marbella; al nord el riu Genil (wadi Xanil) amb les terres de Benameji (Hisn Bani Baxir) i el castell d'Anzur (al-Ranisul); i després seguia cap a Aljonós (al-Khunús), Gilena (Kiriat Jiliana) prop d'Estepa (Istabba) i fins a Morón (Mawrur). El castells principals eren a Marbella, Fuengirola (suhayl), Cártama, Iznájar, Comares, Vélez-Málaga, Coín, Alhama de Granada i Antequera i segurament també Estepa. Al caure el califat Màlaga hauria substituït a Archidona com a capital. Al segle xi va arribar a uns 20.000 habitants i a 34 hectàrees i s'hi van establir els clans àrabs del lakhmites, nahdites, qaysites i omeies habibis, i alguns de amazics (lamaya, maggila, nafza, dels grup sanhadja i zanata)

## Emirat hammudita de Màlaga

### Orígens
Els hammudites eren àrabs instal·lats al Magreb des de l'època de la conquesta. En 1013 el califa de Còrdova, Sulayman al-Mustaín, va nomenar un d'ells, al-Qàssim ibn Hammud, valí de Tànger i Arzila i el seu germà Alí ibn Hammud an-Nàssir, de Ceuta. Poc després, en 1015, els dos germans, amb el suport de reietons eslaus, com ara Khayran d'Almeria, i amazics, com els zírides de Granada, van entrar a la península Ibèrica i es van apoderar de Màlaga que va esdevenir la base d'operacions d'al-Qàssim. L'1 de juliol de 1016 van ocupar Còrdova amb el pretext de buscar el califa Hixam II. Van executar Sulayman al-Mustaín i Alí ibn Hammud va ser proclamat califa (el primer califa de Còrdova no Omeia). Al-Qàssim va ser confirmat en Màlaga. Alí va ser assassinat en 1017. Al-Qàssim va ser reconegut com a successor de son germà, però tots els emirs de la península excepte el de Granada van reconèixer Abd-ar-Rahman IV, un besnet d'Abd-ar-Rahman III. Yahya ibn Alí, el fill d'Alí, fou cridat per alguns caps amazics. al-Qàssim va fugir i es va refugiar a Sevilla i Yahya va entrar en Còrdova i es va proclamar califa (5 d'agost del 1021). Una revolta a Còrdova (1023) va enderrocar a Yahya (que era a Màlaga). Yahyà va entrar a Còrdova i la va perdre en més d'una ocasió, mentre que al-Qàssim va ser assetjat a Jeréz, capturat i empresonat pel seu nebot a Màlaga (després Idrís ibn Ali el va fer assassinar el 1036)

### Màlaga capital dels Hammudites
Yahya ibn Alí al-Muthali va romandre a Màlaqa des de 1026 i continuava titulant-se califa pretenent el reconeixement com a tal de les altres taifes. El cadi al-Qàssim ibn Abbad d'Ixbíliya va recórrer a un estratagema i va fer aparèixer a un doble d'Hixam II al-Muàyyad al que va reconèixer com a califa. Això va provocar l'atac de Yahya a l'Emirat d'Ixbíliya el 1035, en el qual va morir. Malgrat que tenia fills el va succeir un germà, Idrís ibn Alí al-Mutayyad (Idrís I), però aquest nomenament no va ser acceptat per la ciutat d'al-Jazira al-Khadrà (Algesires), que es va separar fundant la seva pròpia taifa amb pretensions califals, sota el comandament d'un fill d'al-Qàssim, Muhàmmad ibn al-Qàssim al-Mahdí.
Idrís va fer matar al-Qàssim el 1036. En 1039 va morir Idrís, succeint-lo son fill Yahyà ibn Idrís (Yahyà II), però el fill de Yahya I, Hàssan ibn Yahyà, que era a Ceuta, va reaccionar i va assetjar Màlaga, i Yahya II va capitular. Hassan va entrar a Màlaga el 1040 i fou proclamat califa al cap de quatre mesos sent reconegut per l'emir zirída de Granada i altres reietons. El 1042 Hassan va morir sense fills. Dos cortesans, Naya i ibn Baqanna van ocupar el poder però els van donar mort uns mesos més tard i Idrís II, fill de Yahya va ocupar el poder. Aviat va perdre el suport popular
El 1047, Muhàmmad ibn Idrís (Muhàmmad I), germà de Yahya II ibn Idrís, va usurpar el poder. Idrís II va haver de fugir a Bobastro i va demanar ajut de l'emir Badis ibn Habús de Granada (1038-1073) per recuperar el poder però va fracassar i les taifes amazigues (i Granada entre elles) li van retirar el reconeixement com a califa. Idrís II es va retirar a Ceuta.
Muhàmmad va ser proclamat califa però va perdre suport per la seva crueltat. Muhàmmad va ser emmetzinat en 1053 i el va succeir Idrís ibn Yahya (Idrís III) que va ser assassinat pel reietó de Ceuta el mateix any mentre Muhàmmad ibn al-Qàssim al-Mahdí d'Algesires era reconegut com a califa.
Idrís II va tornar a Màlaga fins a la seva mort, l'any següent. El succeí son fill Muhàmmad II, per molt poc temps, i aviat altre fill, Yahya III. Sevilla va atacar Málaga, i davant la situació Badis de Granada s'apoderà de Màlaga sense oposició el 1056 segons al-Nubahí o el 1057/1058 segons al-Maqqarí i altres. Yahya va fugir i l'emirat fou annexionat per Granada (vers 1057). Badis va reconstruir la fortalesa de Màlaqa i va nomenar governador al seu fill Bulugguin i després el fill d'aquest Tamim al-Muizz ibn Buluggin.

### Llistat d'emirs (o califes) de Màlaga
- Yahya ibn Alí al-Muthali (Yahya I). 1026-1035
- Idrís Ibn Alí al-Mutayyad (Idrís I). 1026-1039
- Yahya ibn Idrís al-Qàïm (Yahya II). 1039-1040
- Hassan ibn Yahya al-Mústansir. 1040-1042
- Naya i ibn Baqanna, usurpadors. 1042
- Idrís ibn Yahya al-Alí (Idrís II). 1043-1047
- Muhàmmad ibn Idrís al-Mahdí (Muhàmmad I). 1047-1053
- Idrís ibn Yahya al-Sàmi (Idrís III). 1053
- Idrís ibn Yahya al-Alí (Idrís II), segona època. 1053-1054
- Muhàmmad ibn Idrís al-Mustalí (Muhàmmad II). 1054- 1055
- Yahya ibn Idrís al-Mahdí (Yahya III). 1055-1057
- Annexió per Granada

## Emirat zírida de Màlaga
Després de l'annexió per l'emirat de Gharnata, Màlaga era una ciutat depenent d'aquell emirat. Però a la mort de l'emir Badis el 1073, els seus nets es repartiren l'emirat, corresponent-li Màlaqa a Tamim ibn Buluggin i Gharnata a son germà Abd-Allah ibn Bullugin. De nou Màlaga esdevenia la capital d'un estat independent. Els conflictes entre els dos germans van ser constants. En 1082 Tamim va patir una sèrie de derrotes per part de son germà, que s'apoderà de part de la taifa. Tamin va demanar sense èxit ajut a l'almoràvit Yússuf ibn Taixfín.
En 1088, les forces de Màlaga, junt amb les d'altres taifes, amb els almoràvits, van atacar Aledo, que s'havia convertit des de la conquesta castellana de Toledo el 1085 en un malson per als musulmans. El 1090, dintre de la metòdica conquesta almoràvit d'al-Andalus que va succeir després del tercer desembarcament d'Yússuf ibn Taixfín per intentar recuperar Toledo, aquests van ocupar l'emirat de Màlaqa, va deposar Tamim annexionant el territori a llur Imperi. En endavant es van nomenar kuwwads (governadors) almoràvits.

## Emirat d'ibn Hassun
Després de gairebé 50 anys de dominació dels almoràvits, i en un moment en què estaven sent desplaçats al Magreb per la nova potència, els almohades, el cadí de Màlaga, Abu l-Hakam al-Husayn ibn Hassun,  va unir-se a la revolta declarant-se independent el 1145. Per a poder lluitar contra els almohades va demanar ajuda a elements cristians als que havia de pagar generosament. Màlaga fou assetjada pel xeic Abu Hafs Umar al-Inti, sense èxit. El juny de 1152 Ibn Hassun va rebutjar finalment als almohades.
Els forts impostos que va haver d'imposar a la població van provocar el descontentament i es va produir una revolta en contre seu. Ibn Hassun va quedar en situació desesperada i fou empresonat. La població va demanar als almohades entrar a la ciutat; Ibn Hassun es va suïcidar 1153 i finalment els almohades van annexionar l'emirat.

## Emirat d'ibn Zannun
En l'última època de la dominació almohade, Abd-Al·lah ibn Ali ibn Zannun va ser nomenat governador de Màlaga i en el marc general de la revolta de l'Àndalus contra els almohades es va unir a la rebel·lió i va convertir la ciutat en un estat independent (1229) reconeixent l'autoritat d'Ibn Hud, i després de l'emir nassarita de Granada. Quan va morir, vers l'abril de 1238, l'estat nassarita va annexionar Màlaga.

## Darrers anys de Màlaga sota domini musulmà
Els Banu Ashkilula, parents de l'emir Muhàmmad I ibn Nasr, que van governar la vila, es van revoltar contra l'emir i s'hi van fer forts i van fer homenatge a Alfons X de Castella. El 1267 Màlaga fou assetjada durant tres mesos per l'emir nassarita. El juny de 1275 fou atacada per l'emir Muhàmmad II al-Faqih sense èxit. Els Banu Ashkilula van reconèixer als benimerins (marínides) del Maroc com a sobirans i el 2 de març de 1278 van entregar Màlaga als benimerins. Però sis anys més tard el sultà marínida va renunciar a Màlaga i altres places que dominava a la rodalia, en favor de Muhammad II de Granada. Un governador nassarita s'hi va instal·lar.
El 1348 la ciutat fou evacuada a causa de la pesta (que feia 100 morts al dia) però repoblada mesos després. Després va participar en les guerres civils granadines. A la campanya cristiana del 1487 sobre Vélez-Málaga, Màlaga va ser assetjada durant més de tres mesos i finalment el governador Ahmad al-Thaghri va capitular el 18 d'agost de 1487. En endavant fou annexionada a Castella.